# Сильное (Ковельский район)
Сильное (укр. Си́льне) — село в Головненской поселковой общине Ковельского района Волынской области Украины.
До 2020 года входило в Любомльский район.
Код КОАТУУ — 0723382204. Население по переписи 2001 года составляет 475 человек. Почтовый индекс — 44314. Телефонный код — 3377. Занимает площадь 2,21 км².